# Sharawa Yönten Dragpa
| Tibetische Bezeichnung                            |
| ------------------------------------------------- |
| Wylie-Transliteration: sha ra ba yon tan grags pa |

Sharawa Yönten Dragpa (tib. sha ra ba yon tan grags; geb. 1070; gest. 1141), kurz: Sharawa (sha ra ba), war ein bedeutender Kadampa Geshe, ein Vertreter der Kadam-Schule des tibetischen Buddhismus. Er war einer der Hauptschüler von Potowa und Lehrer von Chekawa.
Kadam Shungpawa (gzhung pa ba) – eine der drei Überlieferungslinien von Lamrim-Unterweisungen von Dromtönpa – wurde von Dromtönpa an Potowa und weiter an Sharawa überliefert, über weitere Lehrer an Tsongkhapa.

## Zitat
Ga Rabjampa Künga Yeshe (sga rab 'byams pa kun dga' ye shes) schrieb über ihn: 

„The great Sharawa had experienced countless visions in which he saw his personal yidam deities face to face. The light of his wisdom had expanded through the study of an unimaginably vast number of Dharma teachings, and his natural intelligence was unparalleled.“